# 青梅街道
青梅街道（おうめかいどう）は、東京都新宿区から東京都青梅市を経由し、山梨県甲府市に至る132キロメートル (km)の東西に横断する道路である。
1962年（昭和37年）4月25日、東京都通称道路名設定公告により通称を設定（整理番号17）。青梅市街には、東青梅三丁目交差点 - 青梅市民会館前交差点に旧道が残り「旧青梅街道」と呼ばれる（整理番号129）。また、青梅街道に並行するバイパス道路として新青梅街道が設置されている（整理番号85）。

## 地理
通過する自治体は以下の通り。都県境は、東京都西多摩郡奥多摩町 - 山梨県北都留郡丹波山村（鴨沢橋）にある。
- 東京都
  - 新宿区 - 中野区 - 杉並区 - 練馬区 - 西東京市 - 小平市 - 東大和市 - 武蔵村山市 - 西多摩郡瑞穂町 - 青梅市 - 西多摩郡奥多摩町 -
- 山梨県
  - 北都留郡丹波山村 - 甲州市 - 山梨市 - 笛吹市 - 甲府市

## 路線名
青梅街道はほぼ国道と都道府県道で構成される。
- 東京都道・埼玉県道4号東京所沢線　東京都新宿区（新宿大ガード西交差点） - 東京都西東京市（田無町一丁目交差点）
- 東京都道5号新宿青梅線　東京都新宿区（新宿大ガード西交差点） - 東京都西東京市（田無町一丁目交差点） - 東京都瑞穂町（瑞穂松原交差点） - 東京都青梅市（青梅市民会館南交差点）
- 国道411号　東京都青梅市（青梅市民会館南交差点） - 山梨県甲州市（千野駐在所前交差点）
- 中央通り（甲州市道）　山梨県甲州市（千野駐在所前交差点） - 山梨県甲州市（甲州市役所前交差点）
- 山梨県道216号万力小屋敷線　山梨県甲州市（甲州市役所前交差点） - 山梨県山梨市（山梨県道204号休息山梨線交差点）
- 山梨県道205号三日市場南線　山梨県山梨市（山梨県道204号休息山梨線交差点） - 山梨県山梨市（兄川橋北詰交差点）
- 国道140号　山梨県山梨市（兄川橋北詰交差点） - 山梨県甲府市（十郎橋西交差点）
- 山梨県道6号甲府韮崎線　山梨県甲府市（十郎橋西交差点） - 山梨県甲府市（山崎交差点）

## 経路
- 起点：新宿大ガード西交差点：東京都新宿区
- 中継点 市民会館南交差点 : 東京都青梅市
- 終点：山崎交差点（甲州街道交点）：山梨県甲府市

起点の新宿大ガード西交差点では、片側3車線の道路として靖国通りから直進で接続、淀橋交差点の西側で神田川を越えてから坂を西北西に上り、中野坂上交差点で山手通りと交差した後、緩やかに真西へ向きを変える。高円寺陸橋交差点で環七通りの高架と直角に交差し、ここから片側2車線となり、阿佐ヶ谷付近で北西に向きを変えて、荻窪駅の東側高架橋でJR中央本線を越える。荻窪駅北口の商店街を過ぎ、環八通りのアンダーパスと交差する四面道交差点ではX字状に交わる。
その後は緩やかなカーブが連続する。練馬区関町付近から先、東伏見坂上交差点から東伏見交差点までが下り坂となり、直後の西武柳沢駅前交差点で石神井川を越え、再び緩やかな上り坂になる。西武新宿線のガード下を通過直後の田無町一丁目交差点では左折方向が青梅街道となる。直進すると、ここを起点として所沢街道となり、すぐ北西の北原交差点で新青梅街道と斜め方向に交差する。
田無町一丁目交差点での左折より先は片側1車線、40 km/h制限となり、田無の市街地を抜け西へ直進する。この後は4 - 5キロメートル (km) の間に西武新宿線・西武多摩湖線・西武国分寺線の3箇所の踏切を通過する。西武多摩湖線の踏切脇には青梅街道駅が設けられている。西武多摩湖線から西武国分寺線までの区間は片側2車線となっており、その中ほどの地下を走るJR武蔵野線との交差地点に、本道に接して新小平駅が設置されている。
西武拝島線東大和市駅東隣の青梅橋交差点で右折する。かつては右折直後に玉川上水から分流した野火止用水を越える青梅橋があったが、用水は暗渠化されて橋のあった面影は見られない。用水の流路に直角に掛かっていた橋の方向に沿って北北西へ進行し、すぐに西武拝島線のガードをくぐる。直後の南街四丁目交差点では、真北へ向かう通称「ハミングロード」が新たに設置されたために、直進であった本道の方が左折分岐する形となり、さらに北北西に進む。奈良橋庚申塚交差点で新青梅街道を横切り、これ以降は青梅街道が新青梅街道より北側となる。奈良橋交差点で左折し、道幅が狭く緩やかにカーブが連続する区間となる。武蔵村山市内でさらに大きく左にカーブして南南西へ進み、その直後の大曲り交差点で右折して再び西北西へ進路を取る。
西多摩郡瑞穂町に入り、箱根ケ崎駅の北側でJR八高線を踏切で越える。その先の瑞穂松原交差点で本道に対して左側から新青梅街道が合流し、ここが新青梅街道の終点となる。しかし実際の道路線形は、片側2車線の新青梅街道が西東京市方面からそのまま青梅市方面に進み、片側1車線の本道がそこに合流する形である。青梅市街地を通過した後は多摩川沿いに屈曲が連続する区間となり、奥多摩湖の先で山梨県に入る。

## かつて置かれた宿場
- 中野宿（東京都中野区）
- 田無宿（東京都西東京市）
- 小川宿（東京都小平市）
- 箱根ヶ崎宿（東京都西多摩郡瑞穂町）
- 青梅宿（東京都青梅市）
- 氷川宿（東京都西多摩郡奥多摩町）
- 丹波宿（山梨県北都留郡丹波山村）
- 塩山宿（山梨県甲州市）
- 小原宿（山梨県山梨市）

## 名称
1606年（慶長11年）、江戸城築城のために、青梅の成木村で採れる石灰を運搬する道路として、大久保長安の指揮の下に整備された。当時の名称は成木往還であった。青梅街道という言葉が文書内に初めて登場するのは『新編武蔵風土記稿』とされるが、この時点の道標では、江戸へ向かう道として「江戸道」「小川道」「箱根ヶ崎道」と呼ばれ、また青梅・奥多摩へ向かう道として「あふめ道」「みたけミち」などとも呼ばれていた。また、箱根ヶ崎においては「原江戸道」（はらえどみち）とも呼ばれた。
明治時代になってからは、『皇国地誌・西多摩郡村誌』によると「東京街道」「甲州脇往還」などと呼ばれた。
内藤新宿で甲州街道から分かれ、青梅から大菩薩峠を経由し、甲府の東にある酒折村（現・甲府市酒折）で甲州街道と再び合流する。このため、青梅街道は江戸と甲府を結ぶ甲州街道の他にも往来できるルートであったことから甲州裏街道とも呼ばれた。また、青梅街道最大の難所が大菩薩峠であることから、別名大菩薩峠越えとも呼ばれた。
これら時代や地域によって様々な呼ばれ方をした道が「青梅街道」と固有名詞化されるのは1880年（明治13年）から1886年（明治19年）にかけて作成された迅速測図からとされ、その後東京都建設局によって1962年（昭和37年）に東京都通称道路名に正式に設定された。
なお、旧仮名遣いでは「あをめかいだう」。

## 経路の変遷

### 江戸・明治
現在の青梅街道と呼ばれるルートは、新宿と青梅市を結ぶ経路を一般に指しているが、江戸時代には甲州街道の第1宿場である内藤新宿で甲州街道から分岐し、青梅を経由して甲州の酒折（現・甲府市）で甲州街道と再合流した。歴史的な青梅街道の起点である内藤新宿は現在の新宿三丁目交差点付近で、この地点は甲州街道との分岐点（追分）であったことから新宿追分と呼ばれており、現在もバス停留所（都営バス・新宿WEバス）にその名が残っている。また、現在の起点より100メートル (m) ほど南、思い出横丁の入り口付近には、本来の青梅街道が現在の角筈ガード付近を通っていたことを示す碑が設置されている。
江戸時代においては、現在の東大和市の青梅橋交差点から先は、北進して奈良橋を経由するのではなく、現在の桜街道（東大和市）および江戸街道（武蔵村山市）を経由する道が青梅街道であった（迅速測図では「青梅道」と記載されている）。さらに、青梅道も現在の武蔵村山市の上砂橋および中原2丁目付近で北西し、箱根ヶ崎宿を経由する「江戸道」（迅速測図では「函根崎村道」と記載されている）と、経由しないで青梅宿に直進する「原江戸道」（迅速測図では「青梅村道」「青梅町道」と記載されている）があった。なお、この青梅橋交差点から先の青梅街道は、後にプリンス自動車工業村山工場により分断され、また原江戸道は多摩飛行場により分断された。
1878年（明治11年）には、最大の難所であった大菩薩峠を迂回するルートとして柳沢峠が開削され、大菩薩峠を通るルートから変更された。

### 大正・昭和
奈良橋経由の道が青梅街道となるのは1926年（大正15年）頃である。その理由としては、人や物資の往来が現青梅街道の方が盛んになり、江戸道、原江戸道と呼ばれた方は人や物資の往来が少なくなったからだとされるが、正確にはわからない。ただ、人の往来が増えたためか、大正時代になってから道路の拡幅・直線化が行われ始めた。
東大和市
1919年（大正8年）、奈良橋交差点から西に約20メートルの交差点から先は左にカーブする道だったが、当時6つの村（清水村、狭山村、高木村、奈良橋村、蔵敷村、芋窪村）が合併し「大和村」となったことを記念して直線化され、同時期に現在の奈良橋交差点ができたことで東大和市立第一小学校北側の左に折れる道が旧道となった。
大正から昭和初めにかけて、現在の郷土博物館入り口交差点から西に、村山橋を越えた先の交差点までの道路が新規に作られ、郷土博物館入り口交差点から南に10メートルに位置する交差点から西方が旧道となった。
1932年（昭和7年）から1933年（昭和8年）頃、4.5メートル程であった道路の拡幅および直線化工事が行われ、東大和市役所入り口のバス停付近の弓形の道路が旧道となった。

### 平成
2009年（平成21年）4月には、東大和市の西武拝島線東大和市駅北側で、道路整備事業により「ハミングロード（東大和市道）」が整備された。これは新青梅街道に至る新たな道路であり、本道に対し斜めに接続され、信号付き交差点が新設された（南街四丁目交差点）。これに伴い本道経路が変更され、当該箇所において屈曲することとなった。

## 往来
江戸
青梅街道は道程で甲州街道より二里短く、関所がないため庶民の旅客にも多く利用された。
明治
明治時代の初めごろまで大菩薩峠は現在の峠より少し北にあり、その道程は厳しく道幅は狭く、荷を積んだ馬が通れないため人が背負って運び、また風雪も激しく遭難者も出たほどの難所であった。それでも物資輸送上の必要から、難所であっても大菩薩峠の人の往来は盛んであったといわれる。
1869年（明治2年）には新宿と田無間に乗合馬車が開通し、青梅街道は多摩地域と都心を繋ぐ生活道路としても定着していく。
大正
1921年（大正10年）には、新宿 - 荻窪間に路面電車（西武軌道）が開通した。この路面電車は後に都電杉並線（都電14系統）となる。
昭和以降
青梅街道の地下に営団地下鉄荻窪線（現・東京地下鉄丸ノ内線）が1962年1月23日に荻窪駅まで開通した。それに伴い、1963年（昭和38年）に都電杉並線は廃止された。
萩原口留番所の跡地には、番所の門を復元した甲州市立の温泉保養施設「大菩薩の湯」がある。
山梨交通の「大菩薩峠登山口」バス停留所にある番屋茶屋は、元は萩原口留番所近くの茶屋であったが、バス路線開設により現在地に移転された。
大菩薩峠は、5月第4日曜日に「大菩薩峠を歩く会」、8月中旬には「大菩薩峠登山競走大会」が催される人気のハイキングコースとなっている。